# Апстинентска криза
Апстинентска криза је синоним за психичке и физичке реакције људи који су престали да користе одређене дроге или алкохол од којих су постали зависни. Код појединаца се могу јавити симптоми као што су дрхтавица, бол у дигестивном систему, делиријум тременс, страх или напад панике, акутна анксиозност и нагла промена расположења. Јачина и дужина трајања апстиненцијалног синдрома зависи од врсте дроге која се злоупотребљава, дужине употребе, количине која је коришћена и брзине којом се особа зависник ње лишава.